# Jagnię
Jagnię – młoda owca przed osiągnięciem dojrzałości płciowej w wieku kilku miesięcy do jednego roku (zależnie od rasy).